# エンタテインメントロボット
エンタテインメントロボット（英語：entertainment robot）は、利便性を求めた実用的な機能よりも、動作する事によって人を和ませたり、楽しませるよう設計されたロボット。家庭向けのものはペットロボットとも呼ばれる。
- 家庭に配される・家事の分担を視野に入れたものに関しては、家庭用ロボットの項も参照。

## 概要
これら娯楽 (エンターテインメント) を目的としたロボットは、旧来は万博等のイベント会場や博物館における花形展示物であったが、ソニーのAIBO登場により、一般家庭にも普及しつつある。家庭向けの物は、自律的には動作しない玩具に分類される物も含めて動物型が多かったため、ペットロボットなる呼称が生まれたが、人工知能などの発達により、対話が楽しめるロボットも登場し始めている他、人の型をした物も開発され、各種イベントで登場し、歩き回っている事もあり、これら試作品や高価なイベント機材のロボットを含めて、エンタテインメントロボットと呼ばれるようになってきている。
従来の家電製品・玩具・家具・インテリア・情報機器（パソコン・テレビゲーム等）のいずれにも属さない、かなり新しいジャンルの工業製品である。

### 課題と可能性
家庭で用いられる物では、安全性が最優先となる。もし誤動作して家庭内の器物を損壊させたり、人やペットに怪我を負わせるなどした場合は、メーカー側の責任を問われる事にもなる。現在のエンタテインメントロボットでは、自意識が存在せず、動力もさほど強力では無いため、同種の気遣いは無用だが、もしそのような事故が発生した場合に、古くからSFで問題視される社会的なフランケンシュタイン・コンプレックス（自律性を持った人間の創造物に、人間が迫害されるかもしれないという強迫観念）の発端に成りかねないという懸念があるためである。
その一方で、現在開発が進められているエンタテインメントロボットでは、人間と自然なコミュニケーションを取る機能が重要視されている。兎角人間は感情の生き物であるが、それら感情をロボットが感じ取り、適切な応答を返す事が求められ、その一端として「口喧嘩する事の出来るバーチャル・キャラクター」の研究も行われている。現段階では予測された範囲内でしか対応できない事もあり、対話していると「別の意味で苛立つ」という問題も在るが、将来的には声の抑揚だけではなく、表情や仕草でも感情を読み取り、それに対して自身の（予め適切であるとしてプログラムされた物であるにせよ）感情を身振りでも表現する事の出来る物が登場すると思われる。
この他にも、連続して動作させるために空腹を感じて自分で（家庭内の様々な状況を的確に判断しながら）充電する機能や、学習した情報を適切に処理して行動に反映させていく機能、少々乱暴に扱われても自分で対処する機能といった物も必要であり、また屋内に大改装が必要な物ではなく、何処のどんな（屋内）環境でも、自在に対応し得るだけの判断力も求められると思われる。
なお、これらは娯楽に供されるため、ユーザーインターフェイスが重視される傾向にある。人とロボットのユーザーインターフェイスでは主に、言語によるコミュニケーションが想定される一方で、仕草や表情と言った、人間間で重視される非言語的なコミュニケーション手段も必要とされる。このため研究中のものでは、表情のあるものも作られているが、その一部ではなまじ人間に似た外観を目指したために不気味の谷現象を起こして些か微妙な物も見られ、この辺りの改良も視野に入れて研究が進んでいる。

### 娯楽としての存在・歴史
本来、ロボットはその動作を持って人の役に立つ事を求められる機械装置だったが、1960年代以降、SF小説や漫画・テレビアニメ・映画等でロボットが活躍する作品が増えるにつれ、ロボットの動作している所を見たい・自宅に置きたいと考える人が増え、その潜在需要は次第に巨大な市場基盤を形成したと思われる。
1980年代から1990年代に掛けて、それらの潜在的な市場は人々をロボット展示のあるイベント会場や博物館に駆り立てた訳だが、これらは制御するコンピュータの製造・運用コスト的な問題から、一般家庭に普及するにはあまりにも高価過ぎ、逆に家庭進出を目指した先駆的製品では、高価な上に機能的には非常に限定された物で、使用するにはかなりの技術知識を要する物でもあることから、ほとんど普及する事は無かった。
その一方、「ロボットが欲しい」という欲求は衰える事は無く、ロボットと称したラジコンやマイコン制御で簡単な動作を繰り返す玩具は数多く発売され、消費者の購買意欲を度々煽っていた。大抵は操作が複雑で、自動的に何かをやってくれる訳でもないこれら製品は、飽きられるのも早かったが、新種の製品が出るたびに多くの購入希望者を出していた。
1990年代から急速に、コンピュータの低価格化と高度・小型化が進み、ソニーから1997年に後のAIBOとなる犬型ロボットが発表されるや、現実的な話として個人的な玩具としての、自分で考えて行動するロボットに寄せる期待が高まった。この期待の高さは日本時間で1999年6月1日の午前9時にインターネット上でのみ一台25万円（動作を編集できる別売キットは5万円）の物が、計5,000台（日本国内3,000台・米国2,000台）が受付開始後約20分で完売した事にも窺い知る事が出来る。
同製品は、自分で判断して行動する他、取り扱い状況（持ち主が一緒に遊んだり、叩くなどの動作・声や音・光に反応する）で動作状況＝性格が変化するといった「動物的な反応」を主な機能にしているが、それ以外にはちょっとしたゲーム的機能があるだけで、何等かの家事を分担させられるような、実用を目指した物ではなかった。
人工知能やクラウドなどのIT技術により、ロボットの計算資源が組み込み済みのコンピュータからインターネットに変化したことで、エンタテインメントロボットは従来のものに比べ性能が上がった。
その時期の代表的なロボットが2015年にソフトバンクロボティクスが開発した「Pepper (ペッパー)」である。同製品は国内で1万台以上の販売を記録したが、「レンタル契約の更改を予定する企業は15％であることが分かった」。その理由としては「集客力の低下」「Pepperと会話できない」「人と認識したうえでの反応をしてくれない」などが挙げられている。現在は外部のAIサービスを利用できるようにし、音声認識機能の向上により円滑なコミュニケーションができるよう開発を進めている。
今日では、このような実用性よりも娯楽性を重視したロボットを総称してエンタテインメントロボットと呼ぶが、中にはメールをチェックしたり、扱い状況を計測して、独居老人の安否情報を看護施設に送信したり、アニマルセラピーの持つ精神的な好作用を、動物アレルギーの人でも求められるようにする代用品、また住宅内の防犯・防災機能を持たせようという製品の開発や研究が行われ、21世紀初頭からセンサーと連動した防犯ロボットなどが一部では実用化されている。

## エンタテインメントロボット一覧
娯楽の範疇にも拠るが、個人や家庭で所有して扱う物から、企業・団体等が所有しているものまで、動作を楽しむ・楽しませるためのロボット一覧

### 実在する物・家庭向け
- aibo：ソニー - 二代目が発売中

1999年に発表・発売されたエンタテインメントロボットの一つである。初代モデルは「AIBO」として2006年まで発売された。
その後、一旦製造中止になったものの、ロゴは小文字の「aibo」と変えた二代目モデルが2017年に発表され、2018年に発売されている。
- RoBoHoN：シャープ
- LOVOT：GROOVE X
- Qoobo、Petit Qoobo：ユカイ工学
- Pepper：ソフトバンク
- Romi：mixi
- NICOBO：Panasonic
- Moflin：CASIO
- 茶運び人形：学研 - 大人の科学で復刻版が発売中

江戸時代に開発されたロボット工学上の草分け的存在で、外部からの入力に対して応答する機能を機械的なロジックにより実現した。
- メカニマル：学研 - 復刻版が発売中

1970年代に発売されたロボット工学上の草分け的存在で、自律性は無い。
- オムニボット：トミー - 後継機が発売中

1980年代に発売された家庭用ロボットの先駆的的存在で、壁にぶつかると方向転換するなど、単純ではあるが初歩的な自律性を持っていた。
- ファミリーコンピュータ ロボット：任天堂
- ハローキティロボ：ビジネスデザイン研究所・NECシステムテクノロジー・フタバ産業
- TERA（テラ）：タカラ[3][4]
- CAM-08:一切の姿勢制御装置を備えず、カムのみで二足歩行を実現した。
- i-SOBOT:タカラトミー - オムニボットの後継機、玩具店の販売ルートで販売された家庭用二足歩行ロボット。この価格帯では類を見ない17自由度を備えており、現在においても遜色ない仕様だった。
- イフボット：ビジネスデザイン研究所・フタバ産業
- 夢ペットシリーズ・夢ひよこ、夢ねこセレブ、夢ハムスター：セガトイズ
- 愛犬てつ：イワヤ
- ハローズーマー：タカラトミー
- ロビ、ロビ2：デアゴスティーニ・ジャパン

### 実在する物・企業や団体向け
- WASUBOT：早稲田大学と住友電気工業によって製造された鍵盤楽器演奏ロボットで1985年に国際科学技術博覧会の開会式で活躍した
- ASIMO：本田技研工業
- PaPeRo：NEC
- QRIO：ソニー
- KIROBO mini：TOYOTA
- パロ：知能システム（開発は産業技術総合研究所） - 家庭用としても発売されている
- PALRO(パルロ)：富士ソフト
- poiq：ソニー

### 実験的なロボット
- Arpeggio：ピアノ演奏ロボット[5]
- Compressorhead：ロボットバンド[6]

### 架空の物
- ハロ：機動戦士ガンダムシリーズ他

バンダイより玩具化され、様々な関連商品が販売されている。幾つかの決め台詞を喋る製品もあるが、作中同様な、自分で自由自在に行動できるものが登場するのは、まだ当分先と思われる。